# Strom Robina Hooda
Strom Robina Hooda (anglicky Sycamore Gap Tree nebo Robin Hood Tree) byl významný javor klen, který rostl nedaleko Hadriánova valu v části zvané Sycamore Gap východně od římských ruin hradu Milscastle 39 (Castle Nick) v Národním parku Northumberland v anglickém hrabství Northumberland. Byl významným krajinným prvkem a patřil mezi nejznámější a nejfotografovanější stromy Anglie. Jeho nečekané pokácení bylo šokem pro veřejnost.

## Popularita
Strom se proslavil v 90. letech 20. století díky filmu Robin Hood: Král zbojníků s americkým hercem Kevinem Costnerem v hlavní roli. 

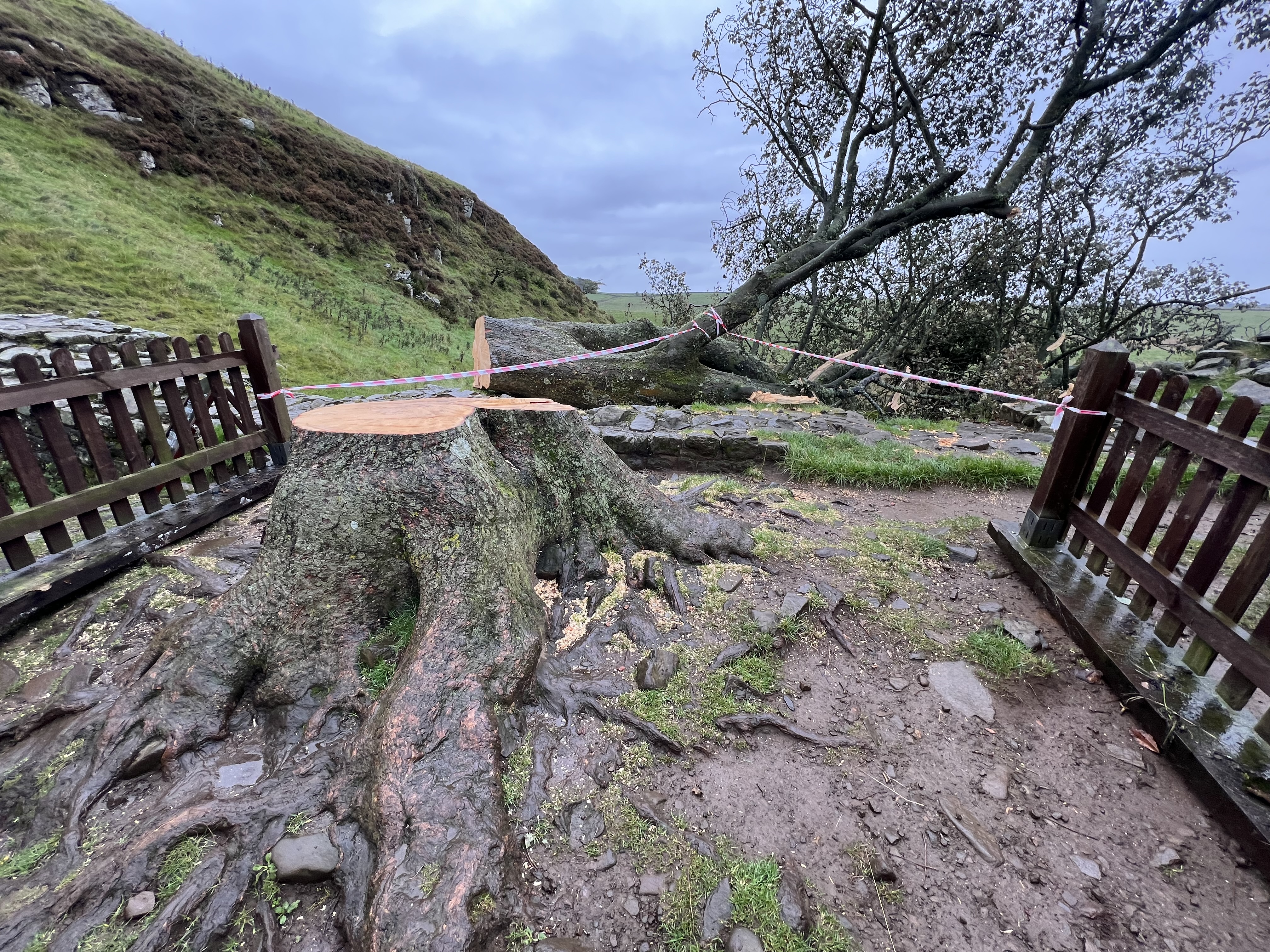
Zničený strom

V roce 2016 byl zvolen anglickým stromem roku a stal se nejznámějším stomem Anglie. Populární strom se také objevil ve videoklipu kanadského zpěváka a skladatele Bryana Adamse (Everything I Do) I Do It for You aj. snímcích a filmech.

## Zánik
V noci na 28. září 2023 dva vandalové slavný strom pokáceli. Odhadované stáří stromu bylo cca 150 let.
V roce 2025 byli oba pachatelé, devětatřicetiletý Daniel Graham a dvaatřicetiletý Adam Carruthers, vzhledem k neodčinitelné škodě a velkému pohoršení, které způsobili, odsouzeni britským soudem k trestu čtyř let a tří měsíců vězení. Strom byl oceněn na více než 620 000 liber (18,3 milionu korun). Poškození zdi Hadriánova valu, zapsaného na seznamu Světového dědictví UNESCO, bylo stanoveno na 1100 liber.

## Obnova
Ze zachráněných semen a větviček stromu se vědcům z National Trust Centre podařilo jej naklonovat.

## Galerie

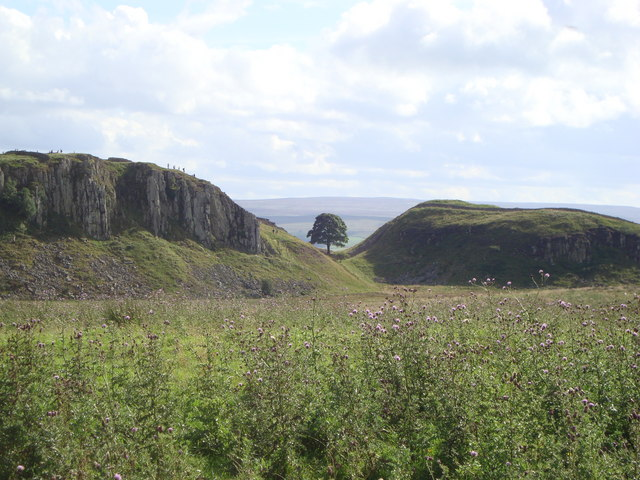
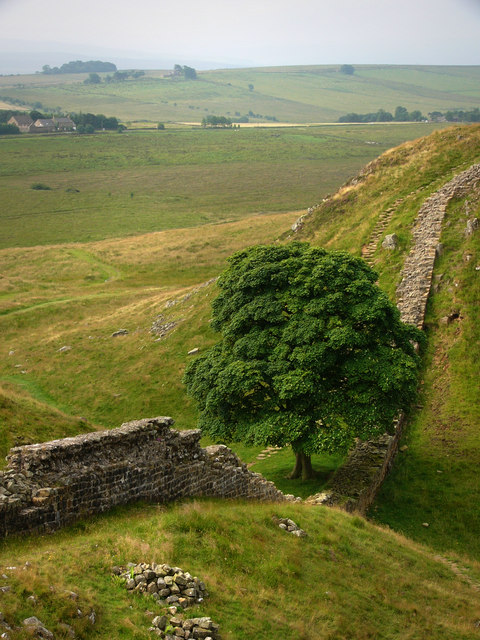
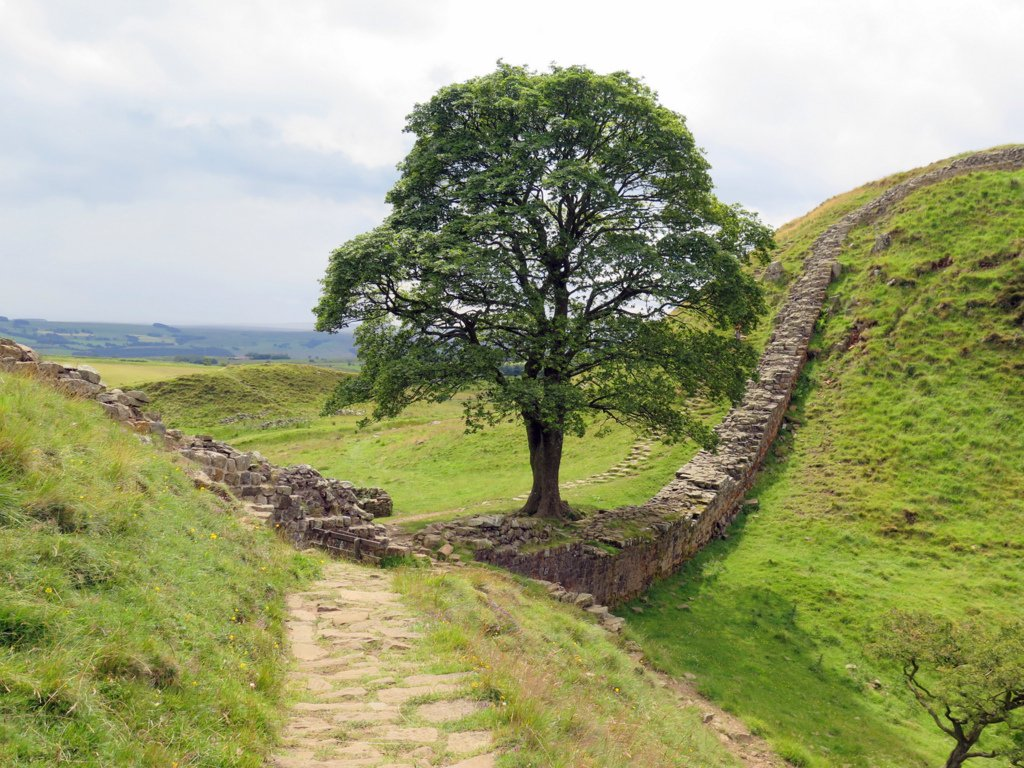
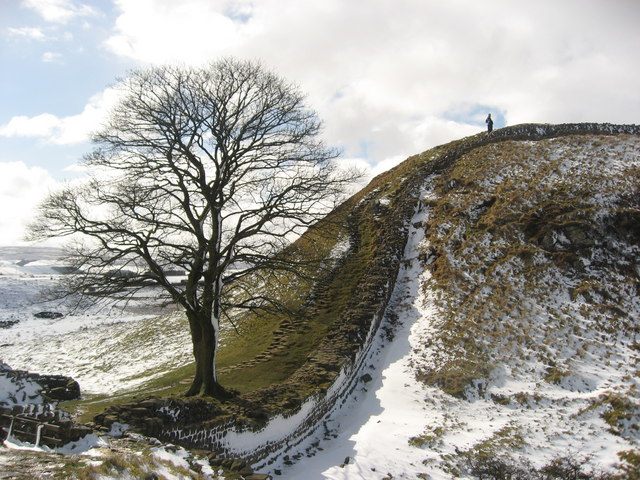